# Tales from the Twilight World
Albums de Blind Guardian
Follow the Blind
(1989) Somewhere Far Beyond
(1992)
Tales from the Twilight World est le troisième album du groupe de power metal allemand Blind Guardian, sorti en 1990. Ici, le groupe laisse quasiment de côté ses racines thrash metal au profit d'une facette plus mélodique.

## Liste des titres
1. Traveler in Time - 6:01
2. Welcome to Dying - 4:50
3. Weird Dreams - 1:21
4. Lord of the Rings - 3:18
5. Goodbye My Friend - 5:36
6. Lost in the Twilight Hall - 6:01
7. Tommyknockers - 5:12
8. Altair 4 - 2:27
9. The Last Candle - 6:01
10. Run for the Night (Live) - 3:44

## Anecdotes
- Kai Hansen, déjà présent sur l'album précédent, chante sur Lost in the Twilight Hall et joue un solo de guitare sur The Last Candle.